# جائزة البرازيل الكبرى 2019
جائزة البرازيل الكبرى 2019 هو سباق فورمولا 1 أقيم بتاريخ 17 نوفمبر 2019 في حلبة جوزيه كارلوس بيس للسيارات، البرازيل، وكان السباق 20 من أصل 21 في بطولة العالم لسباقات الفورمولا واحد موسم 2019، فاز بالمركز الأول ماكس فيرستابين، وكان صاحب أسرع لفة فالتيري بوتاس بزمن قدرة 70.698 ثانية، وكان أول المنطلقين ماكس فيرستابين.